# Pectiniscardia prostylias
Pectiniscardia prostylias är en fjärilsart som beskrevs av Edward Meyrick 1927. Pectiniscardia prostylias ingår i släktet Pectiniscardia och familjen äkta malar.
Artens utbredningsområde är Colombia. Inga underarter finns listade i Catalogue of Life.